# Pangkalan Lunang
Pangkalan Lunang is een bestuurslaag in het regentschap Labuhan Batu Utara van de provincie Noord-Sumatra, Indonesië. Pangkalan Lunang telt 3819 inwoners (volkstelling 2010).